# Malheur Lake
Der Malheur Lake ist ein See des Malheur National Wildlife Refuge im Harney County des US-Bundesstaats Oregon. 
Der etwa 28,96 km südöstlich von Burns gelegene See wird mit Wasser aus dem Donner und Blitzen River und Silvies River gespeist. Das Wasser verlässt den See über den Mud Lake. Er hat eine Fläche von 182 km², was einer ungefähren Länge von 30 km, sowie einer Breite von etwa 19 km entspricht. Malheur Lake ist ein relativ flacher See, da die maximale Tiefe bei 1,52 m und die mittlere Tiefe bei 0,60 m liegt. Das Einzugsgebiet beträgt 7984,93 km². Der See liegt auf einer Höhe von 1247,54 m. Die zwei Inseln im See sind Cole Island und Pelican Island.
Der westliche Bereich des Malheur Lakes besteht aus Teichen, die durch kleine Inseln und Halbinseln getrennt ist. Die zentralen und östlichen Abschnitte des Sees sind offener. Das allgemein flache Wasser ist geeigneter Lebensraum für Zugvögel, Wasservögel und Wasserpflanzen.